# Büdesheim (Eifel)
Büdesheim is een plaats in de Duitse deelstaat Rijnland-Palts, en maakt deel uit van de Eifelkreis Bitburg-Prüm.
Büdesheim (Eifel) telt 548 inwoners.

## Bestuur
De plaats is een Ortsgemeinde en maakt deel uit van de Verbandsgemeinde Prüm.
Verbandsvrije stad:  Bitburg